# Tir aux Jeux olympiques d'été de 2012
Navigation
Pékin 2008 Rio de Janeiro 2016
Les épreuves de tir aux Jeux olympiques d'été de 2012 à Londres ont lieu du 28 juillet au 5 août 2012 à Londres au Royal Artillery Barracks à Woolwich. Quinze épreuves ont lieu avec 390 athlètes attendus pour y prendre part. Les épreuves sont les mêmes qu'en 2008.
Les épreuves étaient initialement prévues au National Shooting Centre à Bisley dans le Surrey mais c'est la solution temporaire au Royal Artillery Barracks (qui est dans la zone de la Rivière) qui a été adoptée après que le  Comité international olympique a exprimé des préoccupations au sujet de la distance entre Londres et Bisley.
Étant donné que les pistolets utilisés dans les épreuves du tir au pistolet sont illégaux en Angleterre, en Écosse et au Pays de Galles, une dérogation spéciale devait être accordée par le gouvernement britannique pour permettre à certaines épreuves d'avoir lieu.

## Qualification
Le système de qualification est similaire à celui utilisé lors des Jeux précédents avec un nombre fixe de places réparties entre les nations dont les tireurs sont les mieux placés à l'échelle mondiale et lors des championnats continentaux. Toutefois, en raison du nouveau règlement du CIO qui stipule que toutes les épreuves de qualifications doivent avoir lieu durant les 24 mois précédant les Jeux, aucune place n'est attribuée lors de la Coupe du monde de tir de l'ISSF 2009 ou de la Coupe du monde de tir de l'ISSF 2010, conduisant à une diminution de l'intérêt pour ces compétitions au point où le concours de 2010 prévu à New Delhi a dû être reporté et déplacé en Australie. La Fédération internationale de tir sportif a annoncé que la qualification a commencé avec les Championnats du monde de tir 2010 à Munich qui se sont terminés le 10 août, soit presque exactement deux ans avant les Jeux.
La Grande-Bretagne ne s'est pas qualifié via les Championnats du Monde mais étant donné que ses places étaient garanties en tant que pays hôte, elle a pu inscrire des tireurs dans les différentes épreuves. L'Iran est le seul pays qui n'a pas qualifié de tireurs lors des Jeux olympiques d'été de 2008 mais qui en a qualifié un pour les Jeux de 2012.

## Calendrier
| Q | Qualification | F | Finale |

| Date                                | Sam 28 | Sam 28 | Dim 29 | Dim 29 | Lun 30 | Lun 30 | Mar 31 | Mar 31 | Mer 1 | Mer 1 | Jeu 2 | Jeu 2 | Ven 3 | Ven 3 | Sam 4 | Sam 4 | Dim 5 | Dim 5 | Lun 6 | Lun 6 |
| ----------------------------------- | ------ | ------ | ------ | ------ | ------ | ------ | ------ | ------ | ----- | ----- | ----- | ----- | ----- | ----- | ----- | ----- | ----- | ----- | ----- | ----- |
| Carabine                            |        |        |        |        |        |        |        |        |       |       |       |       |       |       |       |       |       |       |       |       |
| Carabine à 10 m air comprimé hommes |        |        |        |        | Q      | F      |        |        |       |       |       |       |       |       |       |       |       |       |       |       |
| Carabine à 50 m tir couché hommes   |        |        |        |        |        |        |        |        |       |       |       |       | Q     | F     |       |       |       |       |       |       |
| Carabine à 50 m 3 positions hommes  |        |        |        |        |        |        |        |        |       |       |       |       |       |       |       |       |       |       | Q     | F     |
| Carabine à 10 m air comprimé femmes | Q      | F      |        |        |        |        |        |        |       |       |       |       |       |       |       |       |       |       |       |       |
| Carabine à 50 m 3 positions femmes  |        |        |        |        |        |        |        |        |       |       |       |       |       |       | Q     | F     |       |       |       |       |
| Pistolet                            |        |        |        |        |        |        |        |        |       |       |       |       |       |       |       |       |       |       |       |       |
| Pistolet à 10 m air comprimé hommes | Q      | F      |        |        |        |        |        |        |       |       |       |       |       |       |       |       |       |       |       |       |
| Pistolet à 25 m tir rapide hommes   |        |        |        |        |        |        |        |        |       |       | Q     | Q     | Q     | F     |       |       |       |       |       |       |
| Pistolet à 50 m hommes              |        |        |        |        |        |        |        |        |       |       |       |       |       |       |       |       | Q     | F     |       |       |
| Pistolet à 10 m air comprimé femmes |        |        | Q      | F      |        |        |        |        |       |       |       |       |       |       |       |       |       |       |       |       |
| Pistolet à 25 m femmes              |        |        |        |        |        |        |        |        | Q     | F     |       |       |       |       |       |       |       |       |       |       |
| Tir aux plateaux                    |        |        |        |        |        |        |        |        |       |       |       |       |       |       |       |       |       |       |       |       |
| Trap hommes                         |        |        |        |        |        |        |        |        |       |       |       |       |       |       |       |       | Q     | Q     | Q     | F     |
| Double trap hommes                  |        |        |        |        |        |        |        |        |       |       | Q     | F     |       |       |       |       |       |       |       |       |
| Skeet hommes                        |        |        |        |        | Q      | Q      | Q      | F      |       |       |       |       |       |       |       |       |       |       |       |       |
| Trap femmes                         |        |        |        |        |        |        |        |        |       |       |       |       |       |       | Q     | F     |       |       |       |       |
| Skeet femmes                        |        |        | Q      | F      |        |        |        |        |       |       |       |       |       |       |       |       |       |       |       |       |

## Résultats

### Podiums

#### Hommes
| Épreuve                                          | Or                           | Argent                  | Bronze                  |
| ------------------------------------------------ | ---------------------------- | ----------------------- | ----------------------- |
| Pistolet à 10 m air comprimé résultats détaillés | Jin Jong-oh (KOR)            | Luca Tesconi (ITA)      | Andrija Zlatić (SRB)    |
| Pistolet à 25 m tir rapide résultats détaillés   | Leuris Pupo (CUB)            | Vijay Kumar (IND)       | Ding Feng (CHN)         |
| Pistolet à 50 m résultats détaillés              | Jin Jong-oh (KOR)            | Choi Young-Rae (KOR)    | Wang Zhiwei (CHN)       |
| Carabine à 10 m air comprimé résultats détaillés | Alin George Moldoveanu (ROU) | Niccolò Campriani (ITA) | Gagan Narang (IND)      |
| Carabine à 50 m tir couché résultats détaillés   | Siarhei Martynau (BLR)       | Lionel Cox (BEL)        | Rajmond Debevec (SLO)   |
| Carabine à 50 m 3 positions résultats détaillés  | Niccolò Campriani (ITA)      | Kim Jong-hyun (KOR)     | Matthew Emmons (USA)    |
| Trap résultats détaillés                         | Giovanni Cernogoraz (CRO)    | Massimo Fabbrizi (ITA)  | Fehaid Al-Deehani (KUW) |
| Double trap résultats détaillés                  | P. R. R. Wilson (GBR)        | Håkan Dahlby (SWE)      | Vasily Mosin (RUS)      |
| Skeet résultats détaillés                        | Vincent Hancock (USA)        | Anders Golding (DEN)    | Nasser al-Attiyah (QAT) |

#### Femmes
| Épreuve                                          | Or                    | Argent                   | Bronze                      |
| ------------------------------------------------ | --------------------- | ------------------------ | --------------------------- |
| Pistolet à 10 m air comprimé résultats détaillés | Guo Wenjun (CHN)      | Céline Goberville (FRA)  | Olena Kostevych (UKR)       |
| Carabine à 10 m air comprimé résultats détaillés | Yi Siling (CHN)       | Sylwia Bogacka (POL)     | Yu Dan (CHN)                |
| Pistolet à 25 m résultats détaillés              | Kim Jang-mi (KOR)     | Chen Ying (CHN)          | Olena Kostevych (UKR)       |
| Carabine à 50 m 3 positions résultats détaillés  | Jamie Lynn Gray (USA) | Ivana Maksimović (SRB)   | Adéla Sýkorová (CZE)        |
| Trap résultats détaillés                         | Jessica Rossi (ITA)   | Zuzana Štefečeková (SVK) | Delphine Réau-Racinet (FRA) |
| Skeet résultats détaillés                        | Kimberly Rhode (USA)  | Wei Ning (CHN)           | Danka Barteková (SVK)       |

### Tableau des médailles
| Rang  | Nation             | Or | Argent | Bronze | Total |
| ----- | ------------------ | -- | ------ | ------ | ----- |
| 1     | Corée du Sud       | 3  | 2      | 0      | 5     |
| 2     | États-Unis         | 3  | 0      | 1      | 4     |
| 3     | Italie             | 2  | 3      | 0      | 5     |
| 4     | Chine              | 2  | 2      | 3      | 7     |
| 5     | Biélorussie        | 1  | 0      | 0      | 1     |
| 5     | Croatie            | 1  | 0      | 0      | 1     |
| 5     | Cuba               | 1  | 0      | 0      | 1     |
| 5     | Grande-Bretagne    | 1  | 0      | 0      | 1     |
| 5     | Roumanie           | 1  | 0      | 0      | 1     |
| 10    | Inde               | 0  | 1      | 1      | 2     |
| 10    | France             | 0  | 1      | 1      | 2     |
| 10    | Serbie             | 0  | 1      | 1      | 2     |
| 10    | Slovaquie          | 0  | 1      | 1      | 2     |
| 14    | Belgique           | 0  | 1      | 0      | 1     |
| 14    | Danemark           | 0  | 1      | 0      | 1     |
| 14    | Pologne            | 0  | 1      | 0      | 1     |
| 14    | Suède              | 0  | 1      | 0      | 1     |
| 18    | Ukraine            | 0  | 0      | 2      | 2     |
| 19    | République tchèque | 0  | 0      | 1      | 1     |
| 19    | Koweït             | 0  | 0      | 1      | 1     |
| 19    | Qatar              | 0  | 0      | 1      | 1     |
| 19    | Russie             | 0  | 0      | 1      | 1     |
| 19    | Slovénie           | 0  | 0      | 1      | 1     |
| Total | Total              | 15 | 15     | 15     | 45    |